# Обер-офицерские дети
О́бер-офицерские дети — сословная группа лично свободного населения Российской империи, существовавшая с 1722 года.
К обер-офицерским детям относились:
- дети чиновников недворянского происхождения, имевших чины «обер-офицерских» классов (с 14-го по 9-й), дававших не потомственное, а только личное дворянство (с 1845 года, для классов с 14-го по 10-й — уже не личное дворянство, а только личное почётное гражданство[2]);
- дети офицеров недворянского происхождения, родившиеся до получения их отцами первого офицерского чина, дававшего право на потомственное дворянство (с 1845 г., до этого все офицеры являлись потомственными дворянами).

## История
Пётр I своим указом от 16 января 1721 года установил, что «все обер-офицеры, которые произошли не из дворянства, оные и их дети и их потомки суть дворяне, и надлежит им дать патенты на дворянство». Эта правовая норма была скорректирована высочайшим указом от 24 января 1722 года, которым была учреждена Табель о рангах; пункт 15 этого указа содержал положение о том, что право на потомственное дворянство имеют только те дети произошедших не из дворян обер-офицеров, которые родились после получения их отцом обер-офицерского чина. Если же у такого обер-офицера нет детей, рождённых после получения обер-офицерского чина, и он будет «бить челом», то потомственное дворянство будет предоставлено «только одному сыну, о котором отец будет просить».
Остальные дети получали особый правовой статус лично свободных «обер-офицерских детей», на которых начислялся подушный оклад. В 1758 году императрицей Елизаветой Петровной был издан указ, согласно которому обер-офицерским детям было запрещено владеть унаследованными имениями, если они не имеют обер-офицерских чинов. Такие имения обер-офицерские дети обязаны были продать в течение полугода, иначе они подлежали передаче в собственность императрицы.
Высочайшим указом от 8 марта 1828 года было установлено, что обер-офицерские дети, пользующиеся правами личного дворянства, по окончании учебных карабинерных полков производятся в «унтер-офицеры и в прапорщики в армейские полки, по общим узаконениям, для вольноопределяющихся установленным».
Согласно высочайшему манифесту от 10 апреля 1832 года обер-офицерские дети были причислены к сословию потомственных почётных граждан и освобождены от подушного оклада. Высочайшим манифестом от 11 июня 1845 года было установлено, что личное дворянство чиновник получал только с 9-го класса, а служащие в более низких чинах имели право на статус личных почётных граждан; соответственно дети последних чиновников, рождённые после издания указа, считались разночинцами. В дальнейшем сенатским указом от 10 апреля 1871 года было установлено, что сыновья чиновников, родившиеся до получения их отцами чина, дающего право на личное дворянство, имеют право на потомственное почётное гражданство.
5 марта 1874 года был издан высочайший указ, согласно которому право на потомственное дворянство приобрели все дети лиц, получивших после издания указа статус потомственного дворянина. Указ имел и обратную силу: дети лиц, получивших статус потомственного дворянина до издания указа, приобретали право на потомственное дворянство лишь на основе надлежащего ходатайства.
Не принадлежа к дворянству, обер-офицерские дети имели относительно высокий сословный статус: в частности, им были предоставлены льготы при продвижении по службе и поступлении в учебные заведения. К примеру, на военной службе обер-офицерские дети имели перспективы быстрого (по сравнению с другими лицами недворянского происхождения — выходцами из крестьян, мещан и купцов) производства в офицеры: закон требовал от них для получения первого офицерского чина прослужить унтер-офицером 4 года (для сравнения: дворяне — через 3 года, дети лиц духовного звания и солдат — через 8 лет, «забритые» по рекрутскому набору — 12 лет). Аналогичный сословный статус имели дети лиц недворянского происхождения, родившиеся до получения их отцами потомственного дворянства через пожалование орденом.

## Численность
Количество обер-офицерских детей никогда не было велико. К примеру, по результатам исследования 1264 формулярных списков офицеров — участников Отечественной войны 1812 года и заграничных походов из фонда РГВИА установлено, что лишь 1,9 % из них принадлежали к сословной группе обер-офицерских детей.